# Verzaameling van zes- en zestig aangenaame gezichten in de vermakelijke landsdouwen van Haarlem
Verzaameling van zes- en zestig aangenaame gezichten in de vermakelijke landsdouwen van Haarlem is een album uit 1763 met zesenzestig etsen van landschappen uit de omgeving van Haarlem gemaakt door Hendrikus Spilman en Cornelis van Noorde. 

## Geschiedenis
In 1761 verscheen een eerste druk van deze verzameling van 24 etsen met een kaart van de Haarlemmerhout bij de Haarlemse uitgever Jan Bosch (1736-1780) onder de titel Aangenaame gezichten in de vermakelyke landsdouwen van Haarlem nevens eene afbeelding van het laatst aangelegde bosch in het Haarlemsche hout. 
De oplage moet klein geweest zijn waardoor al in 1762 een tweede druk verscheen die vermeerderd was met 20 etsen. Ook deze druk was, net als de eerste, snel uitverkocht waarna al in 1763 een derde druk werd uitgegeven, maar nu met 66 etsen, en onder een andere, de hier vermelde titel met als ondertitel 'nieuwlings naar 't leeven getekend nevens eene afbeelding van het laatst aangelegde bosch in het Haarlemsche Hout'.
De etsen zijn vervaardigd naar door de twee kunstenaars ter plekke gemaakte tekeningen. Slechts een tekening van die 66 is gemaakt, vermoedelijk door Spilman, naar werk van Jacobus Kops.

## Heruitgaven
In 1830 gaf P. Beck te Alkmaar 27 etsen nogmaals uit, als een kleurboek voor kinderen.
In 1967 gaf de in facsimiles gespecialiseerde uitgeverij Canaletto te Alphen aan den Rijn een heruitgave uit. Hierin zijn de 66 prenten opgenomen en het voorwoord uit de eerste druk. Een voorwoord met verantwoording van de facsimile werd geschreven door de antiquaar en prentenhandelaar Theo Laurentius uit Voorschoten. Op de uitgave kon worden ingetekend en de uitgave bevat voorin een vier pagina's lange Naamlijst der intekenaren.

## Gezichten rond Haarlem 1763
Het Rijksprentenkabinet in het Rijksmuseum Amsterdam bezit een serie prenten uit de uitgave van 1763.

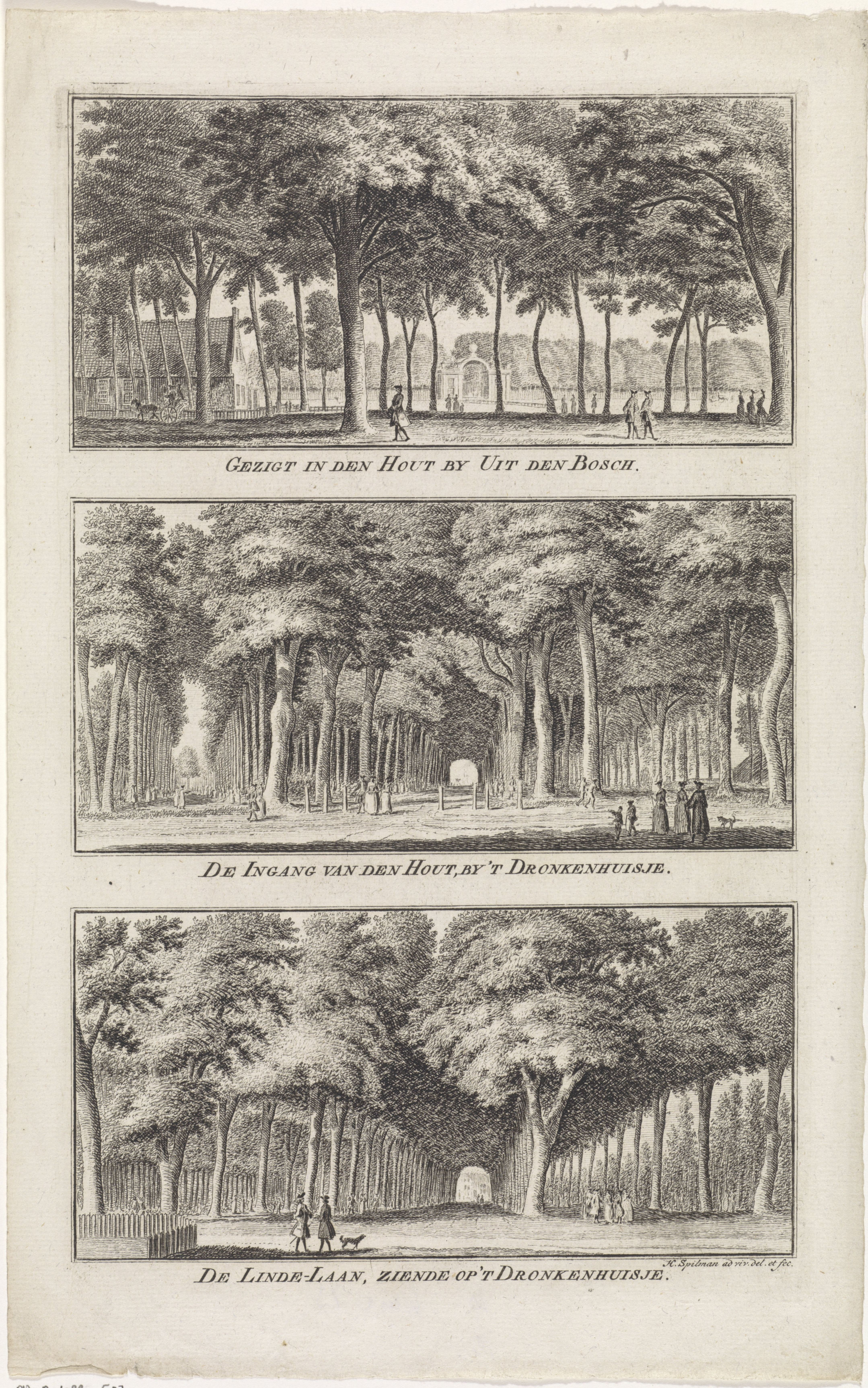
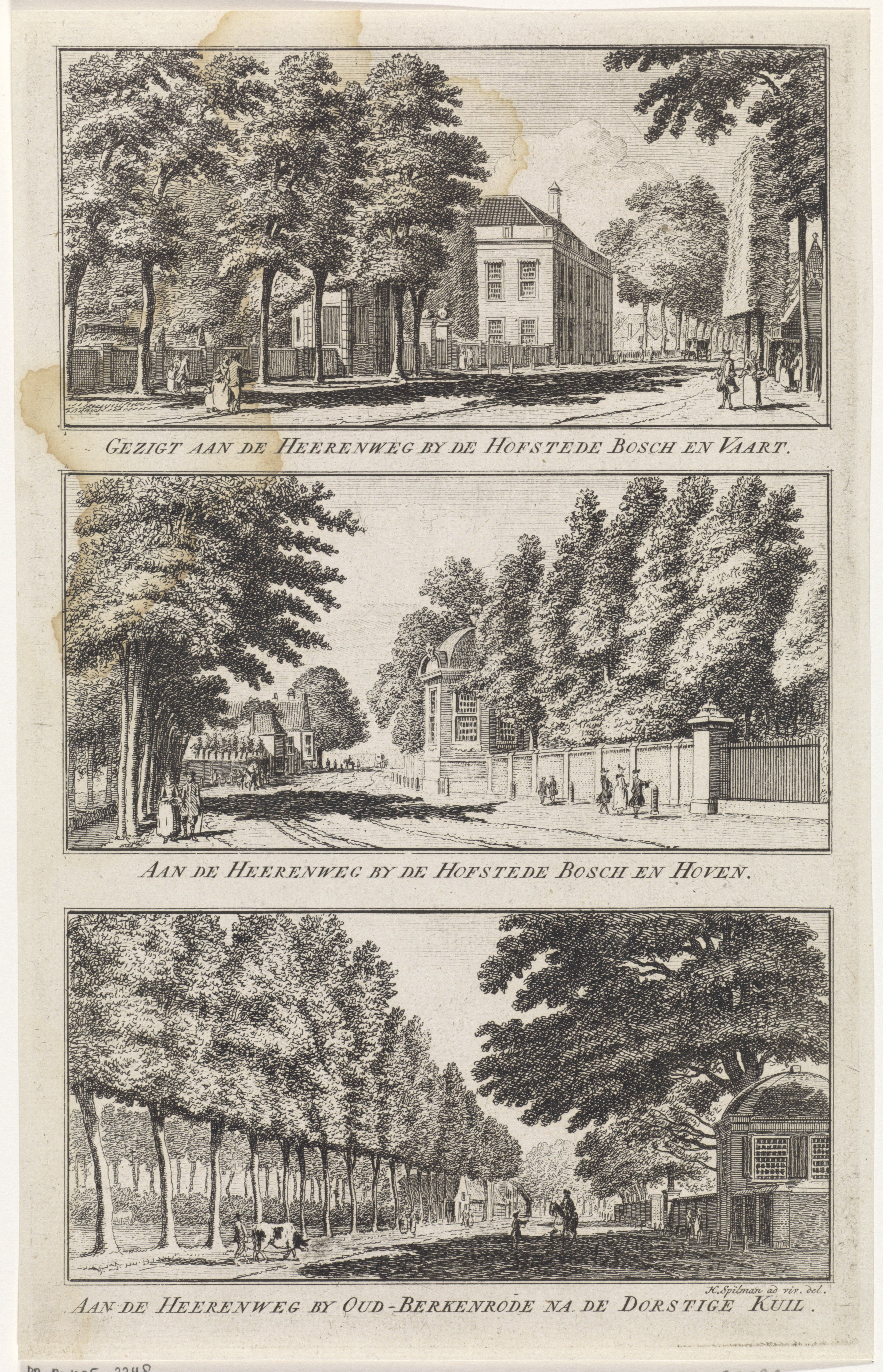
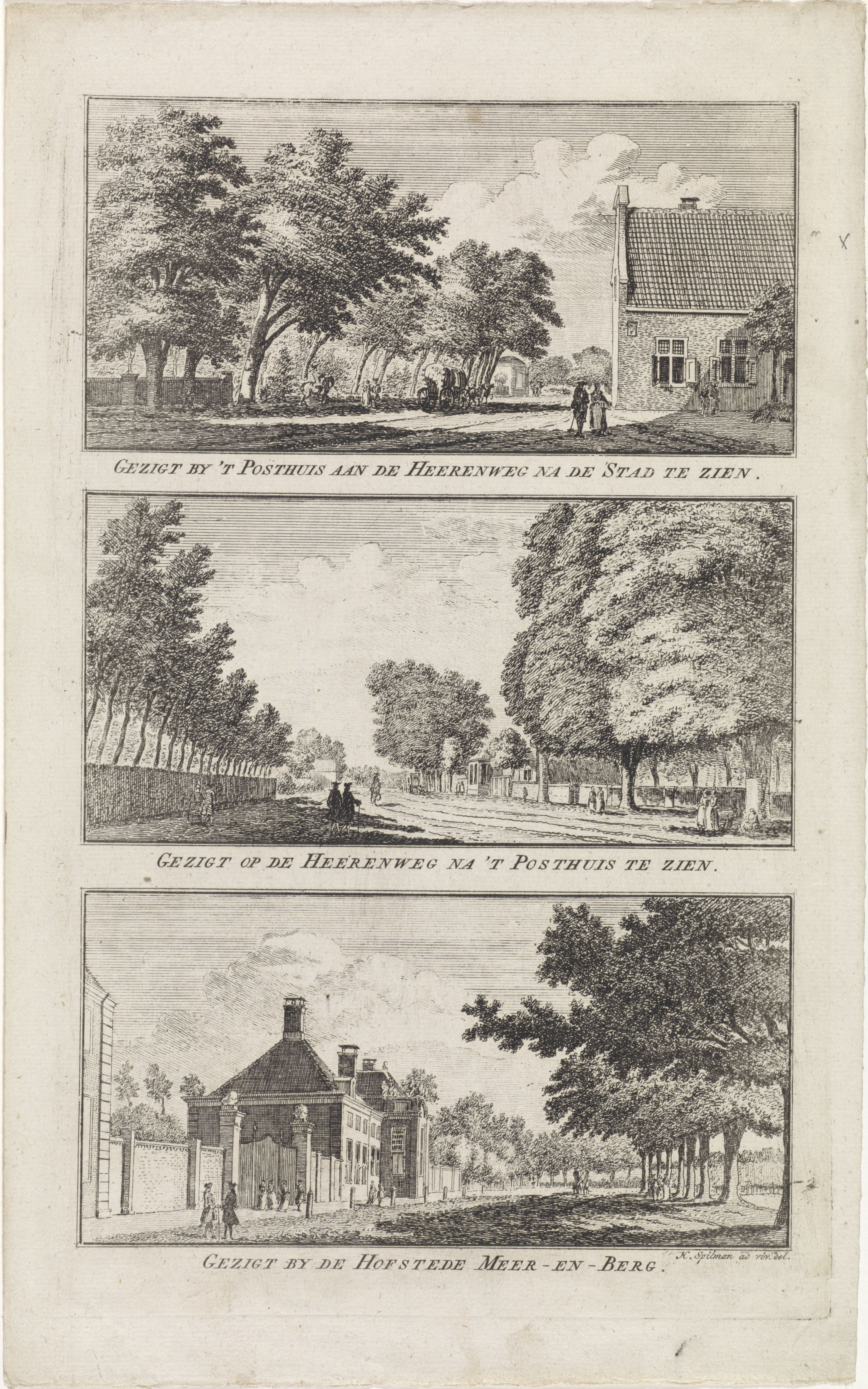
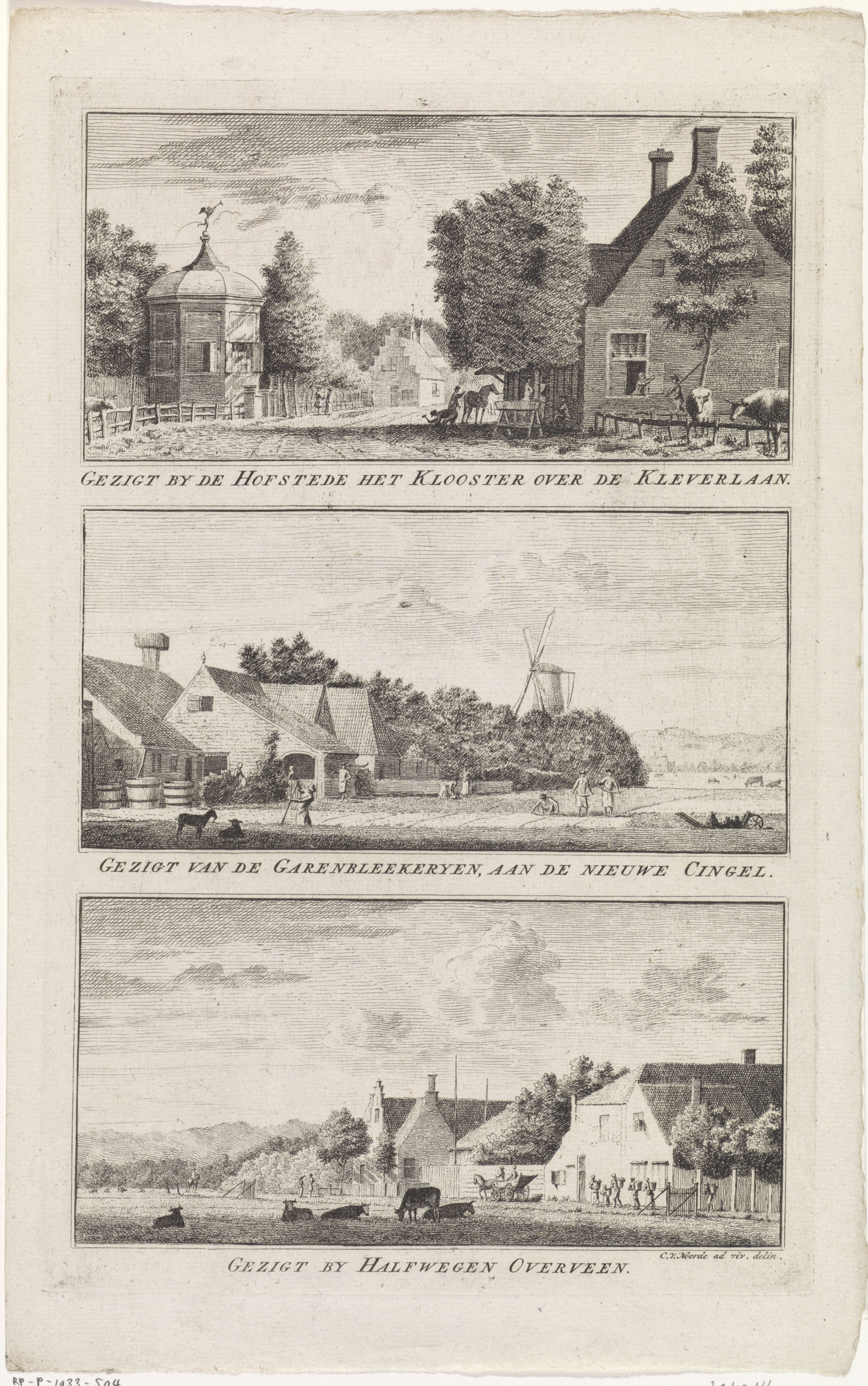
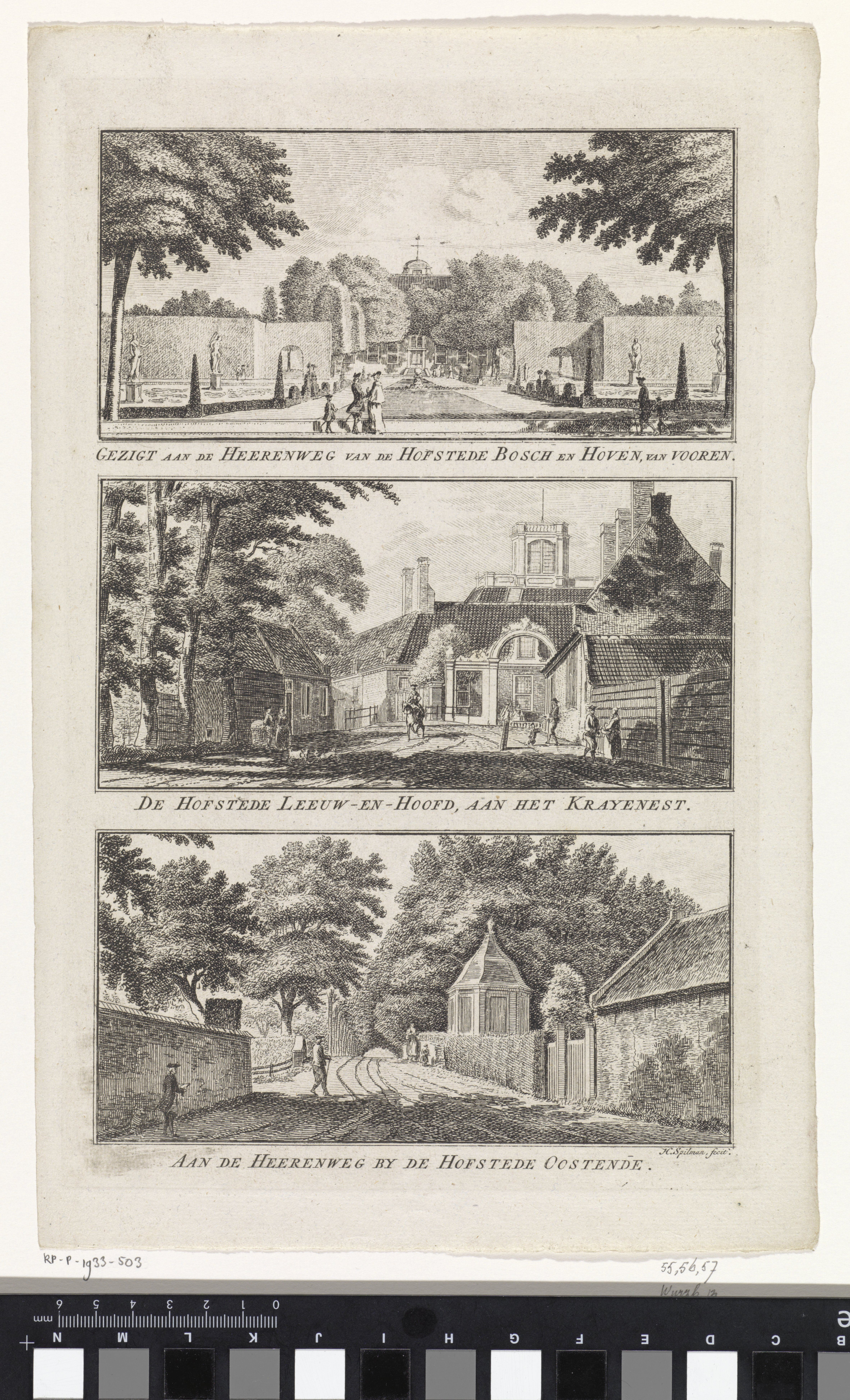
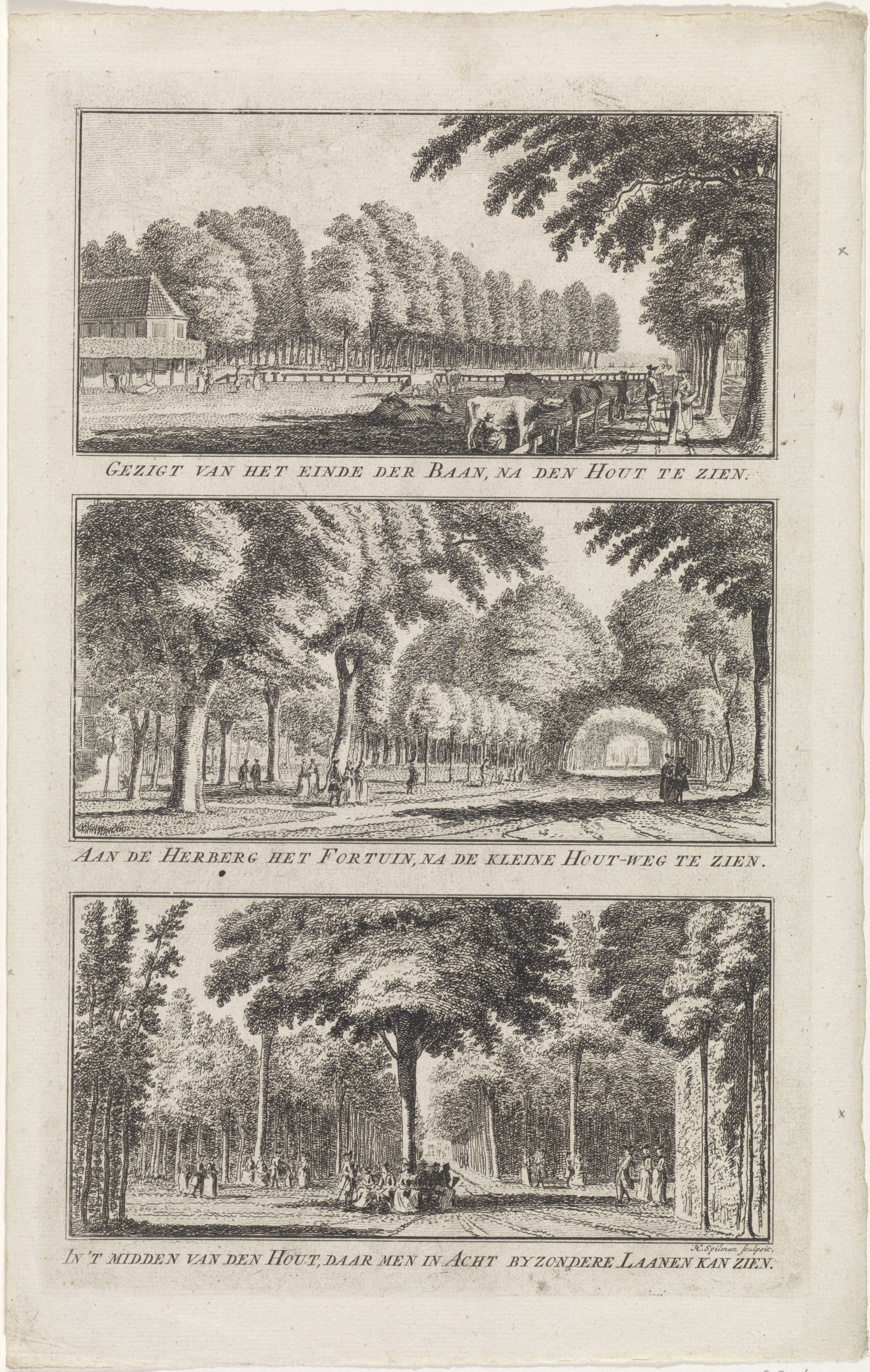